# El perro (película)
El perro (conocida también como Bombón: el perro) es una película dramática de 2004 coproducida entre Argentina y España, dirigida por Carlos Soríny escrita por Sorín, Santiago Calori y Salvador Roselli. Fue protagonizada por Juan Villegas y Walter Donado.

## Sinopsis
Coco es un hombre de la Patagonia de buen carácter, a pesar de su mala suerte. Cierto día ayuda a una mujer en la carretera cuyo coche se ha averiado. Esta buena acción lleva a recibir un dogo argentino como regalo. Desconcertado, Coco se queda con el perro, sin saber que este adorable animal le ayudará a encontrar su propósito en la vida.

## Reparto
- Juan Villegas es Juan "Coco" Villegas
- Walter Donado es Walter Donado
- Rosa Valsecchi es Susana
- Mariela Díaz es la hija de Coco
- Sabino Morales es Sabino
- Claudina Fazzini es Claudina
- Carlos Rossi es el banquero
- Leda Cacho es la esposa de Walter

## Producción

### Fundición
Carlos Sorín, al estilo neorrealista , utilizó actores no profesionales cuando rodó la película.

### Locaciones de filmacion
La imagen fue filmada en: Gaiman, Chubut; Río Gallegos, Santa Cruz ; Trelew , Provincia de Chubut ; Tres Cerros, Patagonia; Todo en Argentina .

### Distribución
La película se presentó por primera vez en el Festival Internacional de Cine de San Sebastián en septiembre de 2004. El mismo mes, la película hizo su debut en Norteamérica en el Festival Internacional de Cine de Toronto el 14 de septiembre de 2004.
En Argentina la película se estrenó de par en par el 23 de septiembre de 2004.
La imagen se proyectó en varios festivales de cine, entre ellos el Festival de Nantes de 3 Continentes, Francia; los Cinémas d'Amérique Latine de Toulouse, Francia; el Festival Internacional de Cine de Hong Kong , China; la Muestra Internacional de Cine, México; el Festival Internacional de Cine de Seattle , Estados Unidos; y otros.

## Recepción
A.O. Scott, crítico de cine de The New York Times, escribió: "[la película] fue dirigida impecablemente por Carlos Sorín... José está medio seducido por los sueños de gloria, pero la verdadera preocupación de la película es la dignidad". Juan es un héroe tan modesto como es probable que se encuentre en una pantalla de cine, y ni él ni el señor Sorín -o, para el caso, Lechien- tienen aspiraciones especialmente grandiosas. Que El perro sea tan modesta es parte de lo que hace que su historia, humana y simpática, sea tan satisfactoria".
En Rotten Tomatoes, la película cuenta con un 85% de aprobación, basada en doce reseñas críticas.